# ハイダル・アームリー
ハイダル・アームリーは、14世紀のシーア派の思想家・哲学者である。1319年頃に生まれ1385年以降に亡くなった。イブン・アラビーの思想をシーア派の側面から批判するとともにシーア派的グノーシス主義に統合し、14世紀にイスファハーン学派を誕生させた。イブン・アラビーの存在一性論を深化させ、特徴的な終末論を唱えた。今日まで続くシーア派哲学の基礎を築いたアームリーの思想的努力は、欧米や日本へはアンリ・コルバンの先駆的な研究により紹介された。

## 生涯

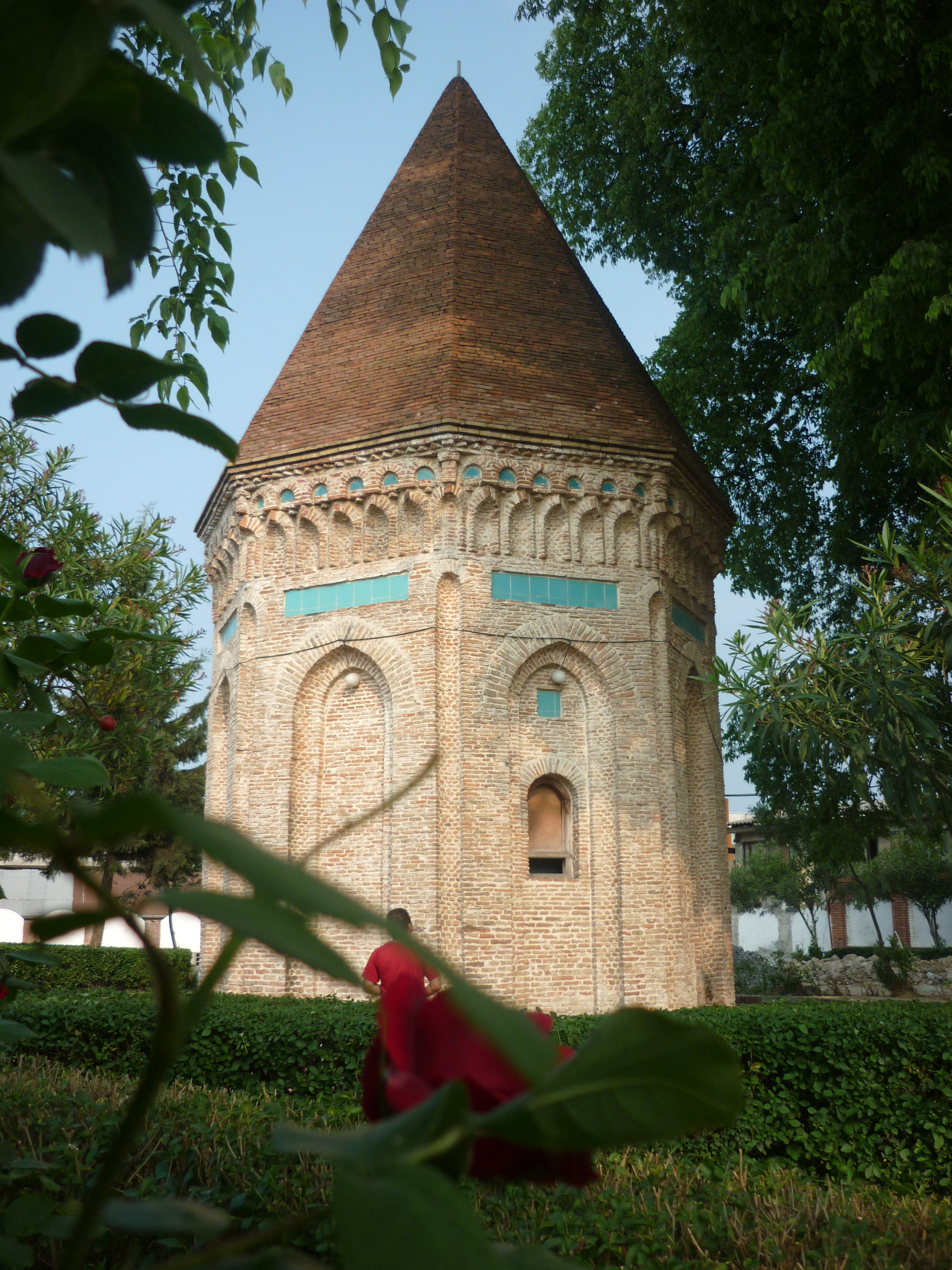
生地アームル（アーモル）に建つミール・ハイダル・アームリー廟。イラン国家遺産

ハイダル・アームリーは、カスピ海南岸に位置するタバリスターンのアームルに伝わるフサイン系の聖裔家の一員であった。当時のアームルはシーア派ムスリムが多く居住していたことで知られる。非常に幼いころからマドラサでイスラーム法学（フィクフ）を学んだが、法学のみならずイマーム主義のシーア派思想、神秘思想の探求にも没頭した。ハイダルは最初アームルで学び、のちにアームルから少し東へ行ったところにあるアスタラーバード（現ゴルガーン）や、イラン高原中央部のイスファハーンでも学んだのち、故郷のアームルに戻った。アームルでは、当時タバリスターンを治めていたバーヴァンド朝のハサン二世の信頼を受けて重用され、ワキールにまでなった。しかしながら、ハサン二世との緊密な関係を築き上げたその直後、ハイダルは信仰上の危機を経験する。著書『道程の内なる秘密』によると彼は自分が崩壊していくような気持ちになり、自分をすっかり神にささげることができる場所へ移る必要があると感じたという。そこでハイダルは、神秘思想をより深く探求していくために宮廷での地位を捨てた。なお、ハサン二世は、ハイダルが宮廷を去った直後に、身内の裏切りにより暗殺された。
ハイダルは宮廷を去って、ティヒラーンの村でヌールッディーン・ティヒラーニーという名のグノーシス主義の苦行僧をシャイフとして、スーフィーの修業を始めた。師の下で修業を始めて30日足らずで、ヒルカというスーフィーがまとうマントを身にまとって、聖地マッカに向けて巡礼（ハッジ）の旅に出発した。途中、シーア派の聖人の霊廟に立ち寄りつつ、エルサレム、マディーナも目指した。しかし、マディーナで病気になり、そこを去らねばならなくなった。残りの人生はイラクで過ごし、バグダードで当時シーア派の最高のウラマーであった、ファフルッディーン・ムハンマド・アル＝ハサンとナーシルッディーン・アル＝カーシャーニー・アル＝ヒッリーの二人を含む大学者の中で研究をした。そして、バグダードの南にある町、ナジャフのシーア派のモスクに、30年間にわたって住み、1385年頃まで生きていたということが文書に残されている。シーア派イマームの伝承をまとめた本が遺作となった。

## イスラーム神秘主義
イスラームの秘教主義におけるハイダルの教説は、以下に述べる二つの重要なテーゼをめぐるものである。
第一のテーゼは、十二イマーム派のシーア派思想を、イスラーム神秘主義であり、統合されたイスラームであると考える思想である。このテーゼによると、シーア派思想は、シャリーア（イスラーム法）とハキーカ（精神的真実性）とタリーカ（真実への到達を可能にする手段）の三つの均衡に基づいている。ここでは特に、ハキーカがシャリーアの秘教的側面として捉えられている。
第二のテーゼは、シーイズムとスーフィズムに関する。第二のテーゼによると、スーフィーこそが本物のシーア派であり、逆もまた然りであるとされる。本物のシーア派とはシャリーアで妥協することを良しとしない者のことを言う。このテーゼを断言しながらハイダルは、スーフィズムとシーイズムを対立させる兄弟殺しの争いを終わりにすることを願う。しかしながら、彼は両者の差異について認識があり、自分の理論に致命的な側面が含まれることにも自覚がある。もし、スーフィー行者がハキーカを会得したならば、彼らのうち何人かはシャリーアを拒むだろう。そしてそのことは、彼らに文学者や法学者への迫害を誓わせるような、常軌を逸した言動へと彼らを導くことになる。他方では、イマームとされる人たちが、イマームと同程度には正統性を有していないシャイフに取って代わられることにより、彼らはスーフィーにより軽んじられるだろう。これはスーフィーたち自身を大きな彷徨いへと導いてしまう。
これらの批判を超えた先で、ハイダル・アームリーは、スーフィーたちがシーア派とのつながりがあることに気付くことを望んだ。なぜなら、ハイダルによると、スーフィーたちは、自らの本当の出自を忘れているか、あるいはその真価に気付いていないシーア派であるからである。イブン・アラビーと十二イマーム派の神智学を止揚させたハイダルの著作は、この二つの思潮には内実に深い一致点があることを示して、これらに実りの多い影響を与えることとなった。

## 存在一性論
ハイダルはまた、「存在一性論的」概念の決定的深化を成し遂げた思想家であるとも見なされる。イブン・アラビーの形而上学に触発され、ハイダルの用語で言う存在論的タウヒードは、正統的神学者や大衆迎合神学者らの「神学的タウヒード」に反対する。後者がひたすらシャハーダの「神のほかに神なし」に根拠を置くのに対し、前者は次のように言い表される：「存在の中に神のほかには何もない」。これこそが、一つであることと存在することとを等号で結ぶことを成し遂げて、（神の）存在の中に一体性／唯一性（タウヒード）を打ち立てる、イスラームの神秘的神智学・秘教主義のテーゼである。ハイダルのテーゼは、これを禁じられた汎神論の一つにすぎないと考える神学者から、常に攻撃にさらされてきた。しかし、その意図はより高邁であった。ハイダルの説は、「在るということ」「存在するということ」の形而上学的多元論に存在論的根拠を与えることを問題にした。もし神が「在らしめる純粋な行為」であり、「（他を）在らしめる唯一の存在」であるならば、存在の外側には無があるのみであるから、神は存在の中に複数の存在を置くことになる。ハイダルによれば、「在らしめる純粋な行為」とは、創造主が「絶対的に働きかける動作主」であるとともに、世界が「絶対的に受け容れるもの」であることを意味する。世界が受け取るものであり世界に対して動作主であるものこそ、名の多様性、天地創造に息吹を与えた神性である。換言すれば、すべての多様性は、程度の差こそあれ、常に神の顕現であらざるをえない。多様性の存在論的一貫性は、根拠を持ち、確実なものとなる。そして、すべては幻想であると考える幻想は、最低で最悪のものであるということが白日の下に曝される。ここでハイダルは、世界を虚無化し、信仰の基礎を毀損する、神への虚しさに取りつかれた幾人かのスーフィーたちの態度や信条に対して狙いを定める。彼らによれば、天地創造、天国（ジャンナ）、地獄（ジャハンナム）、審判の日における復活というものは、幻想であるとされていた。最終的には、ハイダルの存在論全体は、神を知ることなく神を熱愛する教条的な神学者（ムタカッリムーン）に肩入れせず、自分自身を消滅させること（ファナー）を望む神秘主義者にも肩入れしない。

## ワラーヤの徴（しるし）
もう一つのアームリーの教説は、存在論的タウヒード（ tawḥīd woǰūdī ）が救世主（マフディー）の到来により証明されるだろうと信じるものである。ここでいう救世主は、アームリーによれば、お隠れ状態にある十二番目のイマーム、ムハンマド・ムンタザルである。アームリーの十二番目のイマームに関する思想は、先行する十二イマーム派の学者らの思想を踏襲するものである。ここでアームリーは、特に、アリーが世界のワラーヤの徴（しるし）であり、マフディー（隠れイマーム）こそが、預言者の時代のワラーヤの徴であると説いた。この点において、ハイダルは、崇拝する師、イブン・アラビーの教えを強く批判することを厭わなかった。イブン・アラビーは、イーサーが世界のワラーヤの徴（しるし）となると信じた。
また、ハイダルは、お隠れ状態になっている十二番目のイマームと、「ヨハネによる福音書」の中で予告されている救い主（パラクレートス）との一体化にも寄与した。この一体化は、十二イマーム派の文脈では、預言が回帰するという意味合いの啓示と調和する。この啓示は換言すれば、今のお隠れ状態が終わり、ワラーヤの支配がいつまでも続くという啓示である（真実と聖霊への信仰）。この一体化は、フィオーレのヨアキムによる聖霊支配と預言者による永遠の福音（の概念）が西方より知られるようになったことと深い関係がある。

## 主要著作
アームリーの著作は40点以上あったという記録があるが、現存するものはそのうちの7点のみである。Asrār al-šarīʿa wa aṭwār al-ṭarīqa wa anwār al-ḥaqīqa においては、アームリーの個人的見解として「神的統一体、預言者性、終末論、イマーム主義、正義」という信仰における五つの基本原則があると二回ほど言及している。また、Jāmeʿ al-asrār wa manbaʿ al-anwārにおいては、ムスリムとしてなすべきこととして「断食（サウム）、喜捨（ザカート）、巡礼（ハッジ）、聖戦（ジハード）」があるとも言及している。アームリーは、シャリーア、タリーカ、ハキーカという三つの異なる観点からこれらすべての諸問題を議論する。なお、Jāmeʿ al-asrār wa manbaʿ al-anwār は、アームリーの著作の中で最もよく知られている。三分冊構成で、各一冊は四つの章（カーイダ）に分かれる。al-Masāʾel al-āmolīya (or al-ḥaydarīya) は、アームリーが師であったファフル・ル＝ムハッカキーンに宛てて書いた書簡集であり、神学及び法学的見解が述べられている。また、この書簡集にはアームリーの肉筆が保存されている。1359年から書き進められたResālat al-woǰūd fī maʿrefat al-maʿbūd, は、アームリーがナジャフに移り住んで以降の1367年に完成した。al-Moḥīṭ al-aʿẓam は、1375年か1376年頃に完成した七巻本の注釈書である。Naṣṣ al-noṣūṣと題された本書は、イブン・アラビーの Foṣūṣ al-ḥekam につけた注釈であり、アームリーの生涯に関する自伝的な内容が一部に含まれる。アームリー最後の著作とされるResālat al- ʿolūm al-ʿālīya は、数あるイマームに関する伝承のうち、アームリー自身が真正であると考えた伝承を集めたものであるが、別人による偽作説がしばしば議論になる。
フランス語訳で読めるもの：
- Le Texte des Textes, prolégomènes du Commentaire des « Fosûs » d'Ibn Arabi. Traduit et édité par H. Corbin, en coll. avec Osman Yahyâ. Bibliothèque iranienne, vol. 22, Adrien-Maisonneuve, 1969/75.
- La Philosophie Shi'ite. 1.Somme des doctrines ésotériques. 2.Traité de la connaissance de l'être, introduction et notes d'Henry Corbin et Osman Yahyâ, Bibliothèque iranienne, vol. 16, Adrien-Maisonneuve,1969, 2eme éd. 1989.